# تومالايتاي
تومالايتاي هي جزيرة في الفلبين تقع في مقاطعة ماسبات. تم تسجيل ارتفاعها عن مستوى سطح البحر عند 65 متر (213 قدم) في عام 1919م. كان عدد سكان الجزيرة كما حدده تعداد عام 2015م هو 2498 نسمة.